# Pachín
Pachín, született Enrique Pérez Díaz (Torrelavega, 1938. december 28. – 2021. február 10.) spanyol edző, korábban válogatott labdarúgó.
A spanyol válogatott tagjaként részt vett az 1962-es világbajnokságon.

## Sikerei, díjai
Real Madrid
- Bajnokcsapatok Európa-kupája (2): 1959–60, 1965–66
- Interkontinentális kupa (1): 1960
- Spanyol bajnok (1): 1960–61, 1961–62, 1962–63, 1963–64, 1964–65, 1966–67, 1967–68
- Spanyol kupa (1): 1961–62